# ポール・プラ
ポール・プラ・ベグエ（Pol Pla Vegué、1993年2月18日 - ）は、スペインのラグビーユニオン選手。

## プロフィール
- スペイン・バルセロナ出身[1]。
- ポジションはスクラムハーフ(SH)、ウィング(WTB)、フルバック(FB)。
- 身長 174cm、体重 76kg

## 略歴
2016年、リオ五輪の7人制スペイン代表に選ばれた。